# RP-3

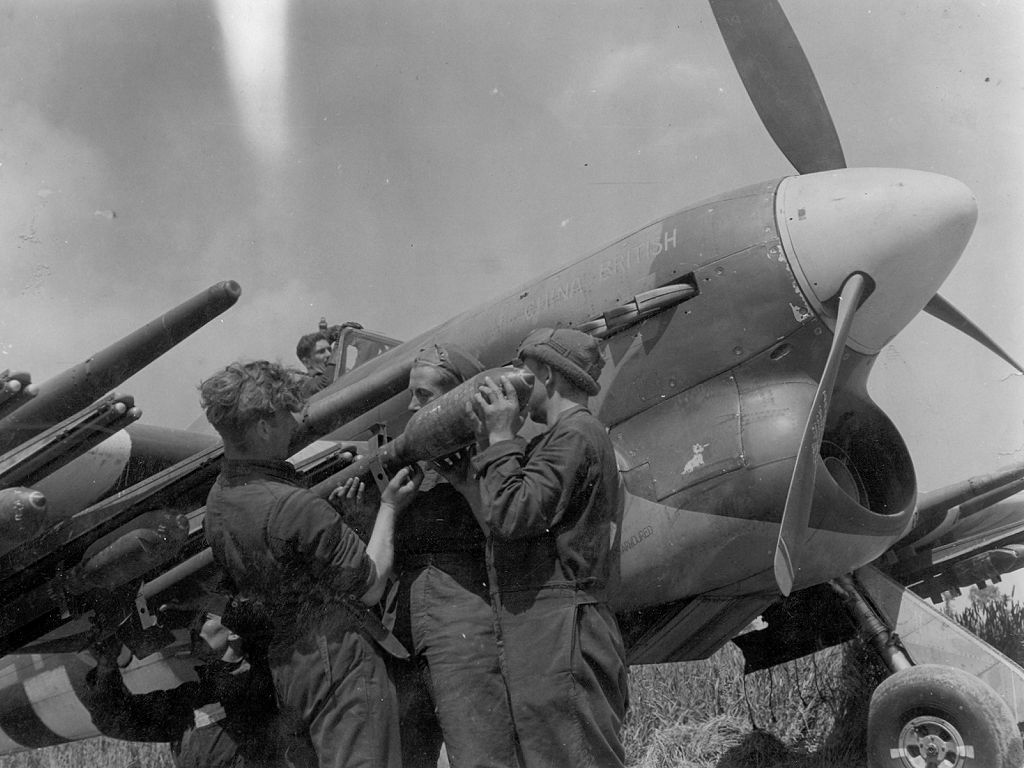
Réarmement d'un Hawker Typhoon sur un aérodrome de Normandie en juillet 1944.

La RP-3 (pour Rocket Projectile 3 inch) est une roquette britannique utilisée pendant la Seconde Guerre mondiale. Initialement une arme air-sol, elle aura également d'autres usages plus limités. L'utilisation de tête explosive de 27 kg (60 lb) lui donne le nom de « 60 lb rocket ». Sa variante de 11,3 kg (25 lb) avec projectile anti-blindage étant la « 25 lb rocket ». Elle est généralement utilisée par les chasseurs-bombardiers britanniques contre les chars de combat ou autres blindés, les transports motorisés, les trains ou les bâtiments. Les avions du Coastal Command et de la Royal Navy les emploient contre les U-Boots et les navires marchands.
Elle est développée fin 1941 après que les Britanniques se soient rendu compte de l’absence d'une arme air-sol anti-char pendant la guerre du désert en Afrique du Nord. Conçue et testée en 1942, elle entre en service courant 1943 pour être massivement utilisée lors de la bataille de Normandie. Une version est employée pour les lance-roquettes multiples britanniques Land Mattress.

## Source
- (en) Cet article est partiellement ou en totalité issu de l’article de Wikipédia en anglais intitulé « RP-3 » (voir la liste des auteurs).